# 中村容子
中村 容子（なかむら ようこ、1965年4月11日 - ）は、日本の元アイドル歌手・元女優・元タレント。本名、大出 容子。
東京都出身。国立音楽大学附属高等学校中退。

## 来歴
東京都内で生まれたが、ほどなく埼玉県所沢市へ移る。4歳から通っていたピアノ教室の先生に勧められて、またピアノのためになることもあり、小学1年生の3学期より公立小学校から国立音楽大学附属小学校に編入。中学3年生のころからピアノを続けることに悩むようになったものの、そのまま高校に進学するが中学以上に学校の雰囲気をつまらなく感じるようになり、高校2年生の時に高校を退学することとなった。一方、同時期に中学時代のボーイフレンドが彼女の写真を雑誌に投稿したことがきっかけで、コマーシャルへの出演依頼があり、芸能界の道に進むことになる。
音楽学校出身であることと歌が大好きであったことから、橋本淳のもとで指導を受けながら歌手を目指すことになり、1984年3月23日、CBSソニーよりアイドル歌手「中村容子」としてシングル「ティーンエイジ・ソルジャー」でデビュー。同期デビューには荻野目洋子、岡田有希子、安田成美、吉川晃司、清水宏次朗などがいる。キャッチフレーズは「NO!って言・う・も・ん」。オリビア・ニュートンジョンを意識して、髪型はベリーショートに黒のベルベットっぽいピッタリパンツというようなボーイッシュ路線。1984年には、第13回東京音楽祭国内大会で入賞した。しかし売り上げが上がらず、事務所の方針によって4枚目のシングル『夏色マイハート』のリリース後にアイドル活動を終了、歌手活動からも遠ざかっていく。
その後は、『必殺仕事人V』22話「主水、イッキ飲みする」のお妙役に始まり、1986年には『超新星フラッシュマン』の主役（サラ/イエローフラッシュ役）で人気を博すなど、テレビドラマで女優として活動した。
『フラッシュマン』以降はしばらく仕事がなかったが、1988年1月に出身校の先生の紹介で、JRA-FMのキャスターを始めた。その後、スポーツ新聞のコラム連載や『オールナイト・フジ』の競馬コーナーに出演するなど競馬関連の仕事が広がり始めたが、1989年にFM制作関係者が贈収賄容疑により逮捕され、スタッフは解散、仕事がない状態となった。その後、アメリカに渡り少しドラマに出演したりしたが、1992年に芸能活動を引退した。
2012年3月17日、歌手時代の全作品を含むアルバム『ショッキング・ドール18 +6』がソニーオーダーメイドファクトリー完全予約生産限定盤CDとして復刻。
2016年11月19日、「超新星30周年同窓祭」にゲスト出演し、30年ぶりにフラッシュマン出演者5人でポーズを披露した。

## 人物・エピソード
特技は、ピアノ、ジャズダンス。
中学・高校はそのまま一貫教育であったが、中学ではテニス部に入って、他校のボーイフレンドと仲良くなっていった。
芸能界入りの時期のことを後にインタビューで「変化の時期って、なぜか色々重なりますよね」と振り返っている。
『フラッシュマン』出演中のインタビューでは、「低血圧なので朝が早いのがつらい」「アクションは殺陣を覚えるだけで必死」「爆発が怖いので、できるだけ爆発の位置を遠くしてほしい」などの苦労を語る一方、「今までやったことがないことばかりなので、毎日が楽しいですね」とも答えている。
『フラッシュマン』で共演した植村喜八郎は、中村について「明るい人」と評している。同じく共演者でJAC所属だった吉田真弓は、爆発がらみのアクションが多かった中村がうらやましかったという。スーパー戦隊シリーズでは、最終撮影で出演俳優が変身後のスーツを着て撮影するのが慣例となっているが、中村はスケジュールの都合で別セットでの撮影があったため最終撮影ではイエローフラッシュに扮していない。そのため、吉田は最終回のスナップに中村が写っていないことが残念と述べている。
芸能活動引退理由について、1993年のオバタカズユキによるインタビューの中で「芸能界の楽しさも分かりかけていたころだったが、疲れていたし、元々が音楽学校のピアノの緊張感から開放されてもう少し楽になりたかったので、これから一生芸能界の緊張の中で生きていきたいとは思えなかった」という趣旨の発言を残している。また同じインタビューの中で芸能界復帰の可能性について聞かれて「誘われてもきっとやらないと答えると思う」旨を回答している。このインタビュー当時は保険会社の外交員をしていた。

## 出演

### テレビドラマ
- 月曜ドラマランド（CX）
  - ビートたけしのこにくらじいさん2（1984年）
  - 意地悪ばあさん もう沖縄は夏の色の巻（1986年）
- 必殺仕事人V 第22話「主水、イッキ飲みする」（1985年、ABC） - お妙
- スーパー戦隊シリーズ（ANB）
  - 電撃戦隊チェンジマン 第45話「虹色の少女アイラ」（1985年） - ニジン星人アイラ
  - 超新星フラッシュマン（1986年 - 1987年） - サラ / イエローフラッシュ
  - 地球戦隊ファイブマン 第35話「学の秘密!!」（1990年） - 百合子

### 映画
- 劇場版 超新星フラッシュマン（1986年、東映） - サラ / イエローフラッシュ

### CM
- 敷島製パン Pasco（パスコ）

## 音楽

### シングル
- 1st Single「ティーンエイジ・ソルジャー」（1984年3月23日発売）
作詞：橋本淳 作曲：山本寛太郎 編曲：船山基紀
- 2nd Single「ショッキング・ドール」（1984年7月21日発売）
作詞：橋本淳 作曲：水谷竜緒 編曲：水谷竜緒
- 3rd Single「ハートの色は海の色」（1984年12月1日発売）
作詞：尾崎亜美 作曲：尾崎亜美 編曲：国吉良一
- 4th Single「夏色マイハート」（1985年6月21日発売）
作詞：福永ひろみ 作曲：中崎英也 編曲：鷺巣詩郎
すべて、CBSソニー

### アルバム
- 1st Album「ショッキング・ドール18」（LP、全10曲）（1984年7月21日、CBSソニー）
- 超新星フラッシュマン ヒット曲集（1986年、日本コロムビア）
挿入歌「ボディアクション、ダンスじゃないわよ」（作詞：冬杜花代子 作曲：タケカワユキヒデ 編曲：田中公平）を歌唱
- ショッキング・ドール18+6（全16曲／2012年3月17日、ソニー・ミュージックダイレクト）
ソニーオーダーメイドファクトリー完全予約生産限定盤　発表曲全曲が収録されている。